# Brachynomada
Brachynomada is een geslacht van vliesvleugelige insecten uit de familie bijen en hommels (Apidae)

## Soorten
- B. annectens (Snelling & Rozen, 1987)
- B. argentina Holmberg, 1886
- B. bigibbosa (Friese, 1908)
- B. cearensis (Ducke, 1911)
- B. chacoensis Holmberg, 1886
- B. chica (Snelling & Rozen, 1987)
- B. grindeliae (Cockerell, 1903)
- B. margaretae (Rozen, 1994)
- B. melanantha (Linsley, 1939)
- B. nimia (Snelling & Rozen, 1987)
- B. roigella (Michener, 1996)
- B. roigi Rozen, 1994
- B. scotti Rozen, 1997
- B. sidaefloris (Cockerell, 1898)
- B. thoracica (Friese, 1908)
- B. tomentifera (Ducke, 1907)